# 袁阔成
袁阔成（1929年—2015年3月2日），男，籍贯辽宁营口，生于天津，中华民国及中华人民共和国评书表演艺术家。

## 生平
袁阔成出生在评书世家，伯父袁杰亭、袁杰英和父亲袁杰武号称评书界“袁氏三杰”。袁阔成自幼随父亲学艺，还练习摔跤和武术，14岁在北京登台，此后在唐山、天津、哈尔滨、营口、北京等地演出，18岁以短打书《十二金钱镖》、《施公案》而出名。袁阔成提倡评书改革，率先撤掉传统评书使用的桌案，使评书变成了讲求气、音、字、节、手、眼、身、法、步的全身艺术。
中华人民共和国成立后，袁阔成率先提倡说新书，说过《红岩》、《林海雪原》等反映中共领导的革命斗争故事的评书。1980年代，在中央人民广播电台播讲的袁氏电台版《三国演义》，成为三国题材评书中的经典。袁阔成与刘兰芳、单田芳、田连元被大众合称“四大评书表演艺术家”。
2015年3月2日，袁阔成在北京中国人民解放军海军总医院因心脏衰竭醫治無效而病逝，享年86岁。

## 作品
袁阔成的评书特点为“漂、俏、帅、脆”，尤其擅长表演新书。代表作有《三国演义》、《水泊梁山》、《烈火金刚》、《封神演义》、《西楚霸王》、《林海雪原》、《红岩》、《野火春风斗古城》、《暴风骤雨》等。其中长篇评书《三国演义》在海内外引起强烈反响，而某些小段如“舌战小炉匠”、“肖飞买药”等，家喻户晓。王震曾寫信給他，說：「我的孫子是中學生，他非常喜歡聽你廣播的《三國演義》。我的孫子總在你廣播時打開收音機調整音節。……我告訴他們，袁伯伯（請允許我賣老吧）講，你們聽，是學國語的好辦法。的確，他們很尊重你，敬愛你。闊成同志，我以千千萬萬忠實聽眾中的一員，向你懇切地提一點建議，那就是要求你把《三國》上那些主要人物的對話從原本上選擇的多講幾句，我在公餘之暇，在聽了之後，翻開書讀讀，有此感想。……」